# Droit d'angarie
Le droit d'angarie est une réquisition exercée par un État, en temps de guerre, de véhicules et de navires étrangers se trouvant sur son territoire ou dans ses ports, et pouvant être utilisés dans le cadre de l'effort de guerre. Il s'agit d'une disposition ancienne coutumière du droit international. Cette réquisition doit être compensée par une indemnité.
« L'angarie était un terme de droit féodal qui désignait l'obligation de fournir des chevaux à un roi ou à un seigneur et qui s'est appliqué ensuite à des corvées ou à des réquisitions vexatoires » .